# Samodiva
Samodiva (bulgariska: Самодива) är ett distrikt i Bulgarien.   Det ligger i kommunen Obsjtina Kirkovo och regionen Kărdzjali, i den centrala delen av landet, 50 km öster om huvudstaden Sofia.